# Les triplettes de Belleville
Les triplettes de Belleville is een Frans-Belgisch-Canadese animatiefilm uit 2003, geregisseerd door Sylvain Chomet.

## Verhaal
Een grootmoeder, Madame Souza, haar introverte kleinzoon Champion en hun hond Bruno vormen ergens begin jaren ‘50 een onafscheidelijk trio, dat naar alle tevredenheid woont in een rustig vrijstaand huis aan de rand van Parijs. Samen kijken ze op de televisie – een nogal opmerkelijk bezit voor die tijd – naar glamoureuze sterren van weleer: Josephine Baker, Fred Astaire en de zingende drieling Les Triplettes de Belleville.
De kleine jongen is gek van wielrennen, en Oma verrast hem door hem een rode driewieler cadeau te geven, wat een werkelijk ontroerend moment oplevert. Jaren later, als de moderne wereld inmiddels is opgerukt en een pal naast het huis aangelegde spoorlijn denderende forensentreinen langsvoert, traint Champion in de kronkelige straten van Parijs voor de Tour de France. Oma rijdt onverstoorbaar achter hem aan op de driewieler, met een fluitje het tempo aangevend. Even later zien we haar met hetzelfde fluitje boven op de bezemwagen zitten, met de lobbes van een hond naast haar, Champion aansporend tijdens de Tour de France.
Het verhaal verandert in een misdaadavontuur wanneer Champion tijdens een bergetappe door Franse maffiosi wordt ontvoerd en op een vrachtschip over de oceaan naar Belleville wordt gedeporteerd, om ingezet te worden in een typisch Franse tak van de gokindustrie.
Maar de maffiosi hebben buiten Oma gerekend, die samen met de hond op een waterfiets de oversteek maakt naar Belleville om haar kleinzoon te redden.
Belleville is eigenlijk New York met een paar onverklaarbare Franse trekjes, waar de bespottelijk corpulente inwoners zich te goed doen aan ‘chiens chauds’. Oma en de hond ontmoeten in een achterwijk van Belleville de inmiddels bejaarde, maar nog steeds optredende Triplettes, die hun hulp aanbieden bij het plan van oma om de maffia te slim af te zijn en Champion te bevrijden.